# Oenanthe silaifolia
Oenanthe silaifolia es una especie  de la familia de las apiáceas.

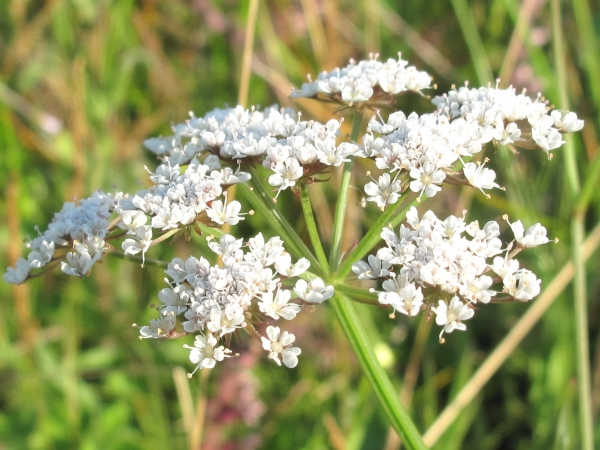
Inflorescencia

## Descripción
Difiere de Oenanthe pimpinelloides en los lóbulos de las hojas basales, lineal-lanceoladas, tallo hueco y tubérculos radicales cerca del tallo. Esta umbelífera es alta, entre 30-80 cm, poco ramificada, aunque puede tener varios tallos desde la gruesa raíz. Hasta 5 umbelas en cada tallo, con unos 20 radios primarios, sin brácteas, umbelas secundarias con bracteolas. La flor blanca, de 3 mm de diámetro, con 5 pétalos redondeados, hendidos profundamente, formando una gorguera saliente, 5 estambres y 2 estilos. Fruto con costillas poco profundas, no estrangulado, redondeado en la parte superior, estrechándose hacia la base. Hojas superiores con 2-3 segmentos, lacinias, o una vez pinnadas, las basales dos veces pinnadas, con largo peciolo, los segmentos estrechos y apuntados, un poco acanalados, abrazadoras en un largo trecho, se separan pronto.

## Distribución y hábitat
Centro, oeste y sur de Europa. Habita en lugares húmedos.

## Taxonomía
Oenanthe silaifolia fue descrita por Friedrich August Marschall von Bieberstein y publicado en Fl. Taur.-Caucas. 3: 232. [Dec 1819 or early 1820]
Etimología
Oenanthe: nombre genérico que deriva del griego oinos = "vino", para una planta de olor a vino, y el nombre griego antiguo para alguna planta espinosa.
silaifolia; epíteto
Sinonimia
- Oenanthe media Griseb. [1842, Spicil. Fl. Rumel., 1 : 352]
- Oenanthe biebersteini Simon [1903, Rev. Bot. Syst. Geogr. Bot., 1 : 93]
- Oenanthe longifoliata Schischk. [1950, Bot. Mater. Gerb. Bot. Inst. Komarova Akad. Nauk. SSSR, 13 : 164]
- Oenanthe karsthia Hacq. [1782, Pl. Alp. Carniol. : 10]
- Oenanthe heldreichii Boiss. [1872, Fl. Or., 2 : 957]
- Oenanthe fistulosa L. [1754, Fl. Angl. : 13] [1754] non L. [1753]
- Karsthia carniolica Raf. [1840, Good Book : 52] [nom. illeg.]
- Phellandrium lobelii Bubani [1899, Fl. Pyr., 2 : 370] [nom. illeg.]
- Oenanthe peucedanifolia subsp. silaifolia (M.Bieb.) Bonnier & Layens [1894, Fl. Fr. : 130]
- Oenanthe lachenalii subsp. silaifolia (M.Bieb.) Bonnier [1921, Fl. Compl. Fr., 4 : 108][5]